# Soudnictví
Soudnictví je činnost státu, kterou vykonávají jako státní orgány nezávislé soudy. Základem soudnictví je závazné řešení konkrétních případů aplikací existujících právních norem podle předem stanovených pravidel – soudního řádu (trestní řád, občanský soudní řád nebo soudní řád správní).
Soudnictví naplňuje výkon soudní moci státem a realizuje subjektivní právo na soudní ochranu. Vedle výkonu legislativy a exekutivy je zvláštní funkcí státu v oblasti práva. V širším pojetí lze do jeho pojmu zahrnout také soustavu soudů.
Mezi veřejností je užíváno také výrazu justice, který však není odborným termínem a je pojmem širším. Zahrnuje mimo soustavy soudů také státní správu soudů, státní zastupitelství, advokacii, notářství i soukromé exekutory.

## Pojmové znaky
Soudnictví lze definovat několika pojmovými znaky:
- činnost státních orgánů
- nezávislé státní orgány
- řešení konkrétních případů
- závazné řešení
- postup podle předem stanovených pravidel
- aplikace již existujících právních norem